# Truchtersheim
Truchtersheim es una comuna nueva francesa situada en el departamento de Bajo Rin, de la región de Gran Este.

## Historia
Fue creada el 1 de enero de 2016, en aplicación de una resolución del prefecto de Bajo Rin de 3 de diciembre de 2015 con la unión de las comunas de Pfettisheim y Truchtersheim, pasando a estar el ayuntamiento en la antigua comuna de Truchtersheim.

## Demografía
| Gráfica de evolución demográfica de Truchtersheim entre 1800 y 2014 |
|                                                                     |

Los datos entre 1800 y 2014 son el resultado de sumar los parciales de las dos comunas que forman la nueva comuna de Truchtersheim, cuyos datos se han cogido de 1800 a 1999, para las comunas de Pfettisheim y Truchtersheim de la página francesa EHESS/Cassini. Los demás datos se han cogido de la página del INSEE.

## Composición
| Comuna delegada | Código INSEE | Población (2013) | Superficie (km²) | Densidad (hab./km²) |
| --------------- | ------------ | ---------------- | ---------------- | ------------------- |
| Pfettisheim     | 67374        | 804              | 4.84             | 166                 |
| Truchtersheim   | 67495        | 3049             | 9.92             | 307                 |